# Jolly Kramer-Johansen
Jolly Henry Kramer-Johansen (7 de mayo de 1902 en Oslo – 17 de septiembre de 1968 en Bærum) fue un compositor y director de orquesta noruego. Entre sus composiciones están Frihetens forpost, con letra de Arne Paasche Aasen.
Nació en casa de su abuelo en Torshov, Oslo, hijo de Oscar Kristian Johansen (1875–1932), un inventor, y de su esposa Signe Otilie Johansen, b. Johansen (1880–1963), una tejedora. Su nombre de nacimiento fue Jolly Henry Johansen, pero en la década de 1920 tomó, de acuerdo a la Enciclopedia Noruega, Kramer-Johansen como un nombre artístico, aunque su madre lo usó más adelante.
Escribió música para varias películas noruegas, incluyendo De vergeløse (1939), Bastard (1940), Tørres Snørtevold (1940), Den farlige leken (1942), y Bustenskjold (1958). Junto a Kristian Hauger escribió la música de Den forsvundne pølsemaker y de En herre med bart. Sleggene synger og hamrene slår fue una de las canciones más importantes del movimiento obrero noruego. Su canción Karusell, interpretada por Kirsti Sparboe, ganó en la final de Eurovisión de Noruega de 1965, aunque quedó en 13.ª posición en el Festival de Eurovisión junto a Portugal, con solo 1 punto.
Kramer-Johansen era un sindicalista activo y en 1937 cofundó la Norsk Slagerkomponistforening, que más tarde se convirtió en la NOPA; se estableció a sí mismo en 1939 en la Sociedad Cinematográfica Noruega de Compositores, y fue por muchos años directos de varias organizaciones, entre otros TONO. También fue responsable de la selección de música para Filmavisen. 
Vivió la mayor parte de su vida en Torshov, Oslo, lugar donde nació, y en 1999 recibió una calle con su nombre en la ciudad (a lo largo del lado oeste del valle Torshovdalen hasta Fagerheimgata). En relación con el 100º aniversario de su nacimiento se llevó a cabo una serie de eventos en Oslo. 

## Filmografía seleccionada

### Composiciones
- (1936) Norge for folket (película informativa)
- (1937) By og land hand i hand
- (1938) Det drønner gjennom dalen
- (1938) Eli Sjursdotter
- (1938) Lenkene brytes
- (1939) Familien på Borgan
- (1939) Gryr i Norden
- (1939) De vergeløse
- (1940) Bastard
- (1940) Tante Pose
- (1940) Tørres Snørtevold
- (1941) Den forsvundne pølsemaker
- (1941) Hansen og Hansen
- (1941) Kjærlighet og vennskap
- (1942) Den farlige leken
- (1942) Det æ'kke te å tru
- (1942) En herre med bart
- (1942) Jeg drepte!
- (1943) Sangen til livet
- (1946) Et spøkelse forelsker seg
- (1947) 5 år - som vi så dem (documental)
- (1951) Vi gifter oss
- (1958) Bustenskjold
- (1959) Fredløs i skogen
- (1960) Orient
- (1961) Hans Nielsen Hauge